# Квинт Помпей Фалкон
Вижте пояснителната страница за други личности с името Квинт Помпей Фалкон.
Квинт Помпей Фалкон (на латински: Quintus Pompeius Falco; * в Сицилия; † сл. 140 г. сл. Хр.) е политик и генерал на Римската империя. Неговото пълно име на латински е: Quintus Roscius Coelius Murena Silius Decianus Vibullius Pius Iulius Eurycles Herculanus Pompeius Falco.
Фалкон командва V Македонски легион (legio V Macedonica) през 101/ 102 г. през първата война с Дакия, като легат на император Траян, по-късно управлява като легат провинциите Ликия и Памфилия и Юдея. През 108 г. е суфектконсул заедно с Лустрик Брутиан.
През ок. 117 г. e управител на Долна Мизия (Moesia inferior) и след това при Адриан до 122 г. на Британия. Най-вероятно той започва със строенето на Адриановия вал. След това управлява като проконсул до 124 г. богатата провинция Азия.
По-късно Фалкон, който е приятел на Плиний Млади (поддържата връзката си единствено с писма), се оттегля в частния живот и се занимава с градинарство. През ок. 140 г. показва на по-късния император Марк Аврелий при неговото посещение своите плодови дървета.
Със съпругата си Сосия Полия, дъщеря на консул Квинт Сосий Сенецио, има един син, Квинт Помпей Сосий Приск, който през 149 г. става консул. Фалкон е от 109 г. член на Свещената колегия на quindecimviri sacris faciundis.